# Karin Melis Mey
Karin Melis Mey, južnoafriško-turška atletinja, * 31. maj 1983, Pretoria, Republika Južna Afrika.
Od leta 2008 je nastopala za Turčijo. Nastopila je na poletnih olimpijskih igrah v letih 2008, 2012 in 2016, leta 2012 se je uvrstila v finale tekme v skoku v daljino, toda zaradi dopinga je bila diskvalificirana, ob tem je prejela še dvoletno prepoved nastopanja. Na svetovnih prvenstvih je osvojila bronasto medaljo v isti disciplini leta 2009.